# Ranunculus vjatkensis
Ranunculus vjatkensis är en ranunkelväxtart som beskrevs av N.N. Tzvelev. Ranunculus vjatkensis ingår i släktet ranunkler, och familjen ranunkelväxter. Inga underarter finns listade i Catalogue of Life.